# 牧野忠寛
牧野 忠寛（まきの ただひろ）は、越後長岡藩の第8代藩主。長岡藩系牧野家宗家9代。

## 生涯
牧野家家譜を補足する「御附録」によると、牧野忠敬が長岡藩主家養子になった2年後の寛保元年（1741年）8月29日に、牧野忠周と側室大原氏との長子として出生した。しかし、既に忠敬が嗣子になっていたためか、出生後は牧野氏を称さずに東彦松と称した。寛延3年（1750年）に牧野姓を賜って前年に死去した牧野貞通の猷子になり、新三郎貞通と称し、幕府には常陸笠間藩主・牧野貞通の十男で牧野貞長の弟として届け出された。宝暦5年（1755年）、公式上の兄の第7代藩主・忠利の死去により養子として跡を継ぎ、同年12月に従五位下、駿河守に叙任する。実年齢15歳であったが、末期養子の禁の関係もあってか、幕府に公年を20歳と届けている。
このために『寛政重修諸家譜』および『続藩翰譜』、牧野家公式記録「御家譜」では牧野貞通の子として記されている。この系図改竄は、すでに嫡子扱いになっていた忠周養子の牧野忠敬を押しのけて、幕府に嫡子届けが出ていない忠寛を嫡子に出来ないので、後年に越後長岡藩に迎えるための処置とされている。なお、『長岡市史』の忠寛の出自には「御附録」が採用されている。
藩政においては、歴代同様に藩内の大火事や大洪水といった災害や飢饉に悩まされ、宝暦6年（1756年）に大飢饉が起こった上に宝暦7年（1757年）から同8年（1758年）の大水害が起こったので、急遽「お救いの粥」の配給を行ったり、被災民1794人に新田地106町歩の分譲を行ったりしている。
一方では諸芸術師範役を定め、宝暦12年（1762年）には長岡藩士に対する法典「諸士法制」の最後の改訂増補を行う。
明和元年（1764年）から病気による江戸城登城不参が続き、同3年（1766年）6月30日に養曾祖父（実は実父）の忠周に先立って死去した。享年26。跡を6歳の長男・忠精が継いだ。墓所は東京都港区三田の済海寺。のち新潟県長岡市の悠久山。

## 人物
- 1982年の済海寺からの牧野家墓地改葬の際の、牧野家当主一族の緊急遺骨調査によると、推定身長は162.3cmから161.4cmである。
- 笠間藩牧野家の公式記録である『笠間家譜』では、忠寛が長岡藩主になった記録や死去した時の記録が、公式上は兄となっている忠敬や忠利の時と比べて簡単に扱われている。

### 遺骨調査による人類学・骨学上の実父推定
遺骨調査では史料により異なる忠寛の出自も調査対象となり、その結果、骨格形状が笠間藩系の忠敬や忠利とは異なり、むしろ忠寿や忠周の系統と酷似しているために、人類学・骨学的には「御附録」が正しいと推測している。なお、年齢推定の結果では寛保元年（1741年）出生説の方が人類学的には正しいとの見解が示されている。

## 系譜
父母
- 牧野忠周（実父）
- 大原氏 - 側室（実母）
- 牧野貞通（養父、公式上の実父）
- 牧野忠利（養父）
- 佐藤氏 - 側室（養母、公式上の実母）

正室
- 長姫、俊光院 - 大岡忠光の娘

子女
- 牧野忠精（長男） 生母は俊光院
- 有馬氏保（次男） 生母は俊光院
- 牧野忠知室
- 堀川広福室

他に2男3女いる